# أنطوني فان ديك
أنطوني فان ديك (1599 - 1641) هو رسام فلامنكي ولد في أنتويرب، بلجيكا وتوفي في لندن، المملكة المتحدة عن عمر يناهز 42 عاما.
تأثر بباولو فرونزه وتيتيان وبيتر بول روبنس، وأصبح في فترة قصيرة رساماً رائداً للبلاط الملكي في إنجلترا.
أهم أعماله هي مجموعة اللوحات التي رسمها لتشارلز الأول ملك إنجلترا وأفراد عائلته وبلاطه الملكي.تمتع فان ديك بشهرة واسعة في لندن، ومنح وسام الاستحقاق بدرجة فارس. كما كرَّمه النبلاء الذين صادقوه، وكان قد صوَّر أكثرهم في لوحات محفوظة في المتاحف.
كان تأثير فان ديك واضحاً في الحركة الفنية في أوربا، وعلى الرغم من عمره القصير، فإنه ترك عدداً ضخماً من الصور الشخصية التي تمثِّل كبار رجال عصره من الملوك والنبلاء وغيرهم، مثل الملك كارل والدوق ريتشموند والكونتيسة دو أكسفورد ودوق هاملتون. كما ترك أعداداً من اللوحات التي تمثّله شخصياً والموزِّعة اليوم في أشهر المتاحف.

## أسلوبه
كان فان ديك من رواد الحركة الباروكية،امتاز أسلوب ڤان ديك في تصوير الوجوه، بالاهتمام بالظلِّ والنور، واستغلال الخطوط المنكسرة والمتموجة التي قرَّبته من أسلوب التكلفية.
كان تأثير ڤان ديك واضحاً في الحركة الفنية في أوروبا، وعلى الرغم من عمره القصير، فإنه ترك عدداً ضخماً من الصور الشخصية التي تمثِّل كبار رجال عصره من الملوك والنبلاء وغيرهم، مثل الملك كارل والدوق ريتشموند والكونتيسة دو أكسفورد ودوق هاملتون. كما ترك أعداداً من اللوحات التي تمثّله شخصياً والموزِّعة اليوم في أشهر المتاحف.

## معرض الصور

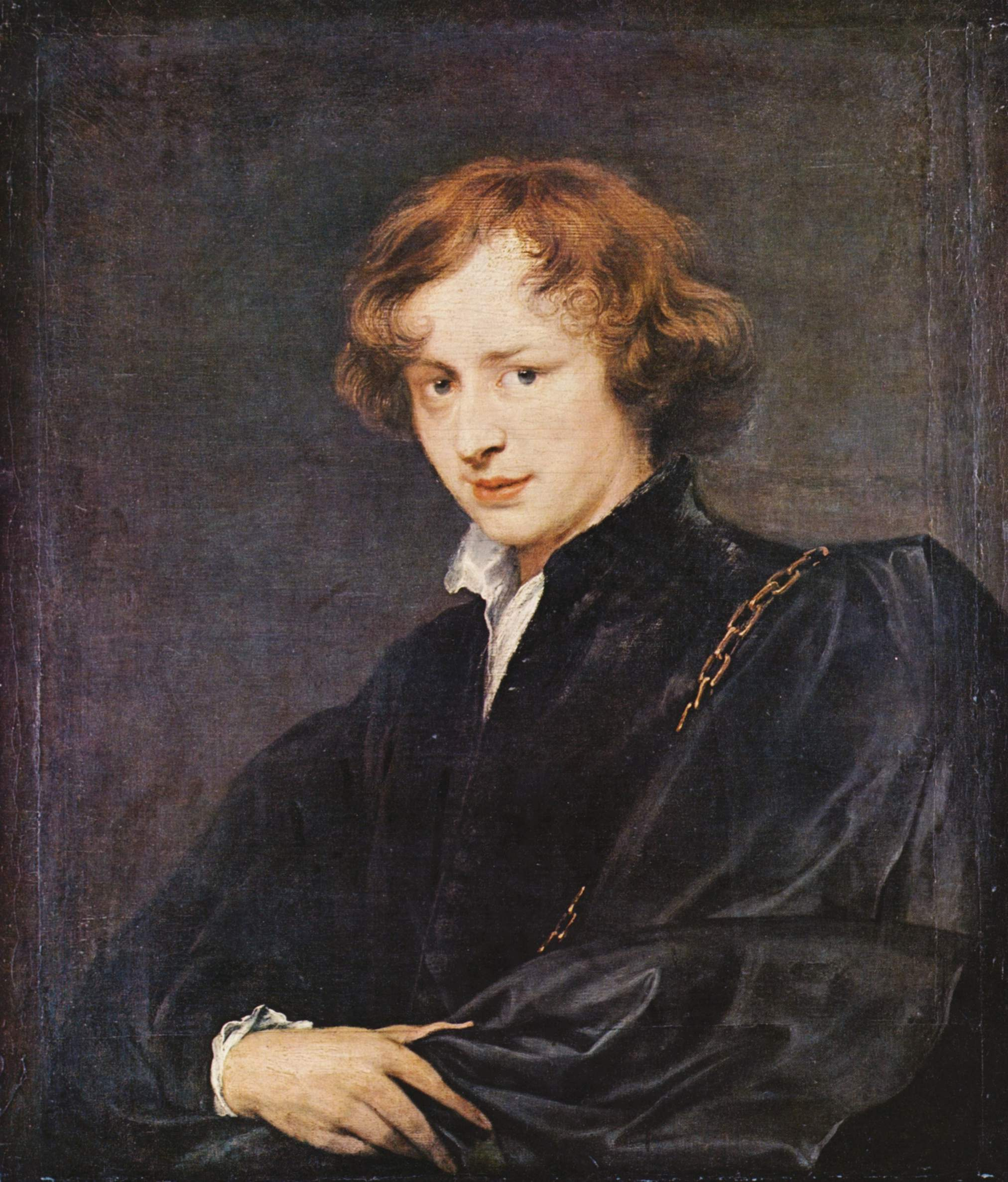
"صورة شخصية"، حوالي 1621 ألت بيناكوثيك
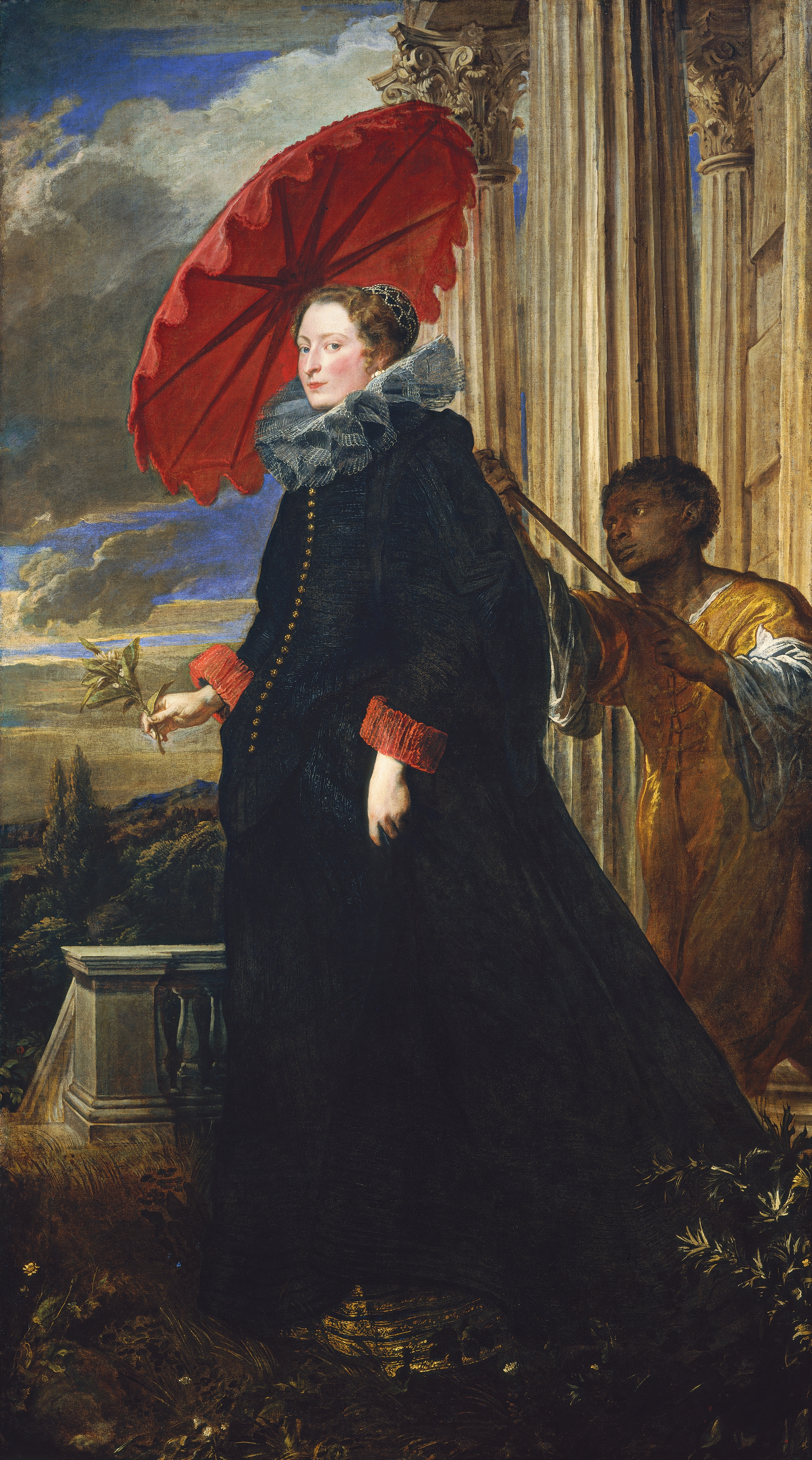
Elena Grimaldi, Genoa 1623
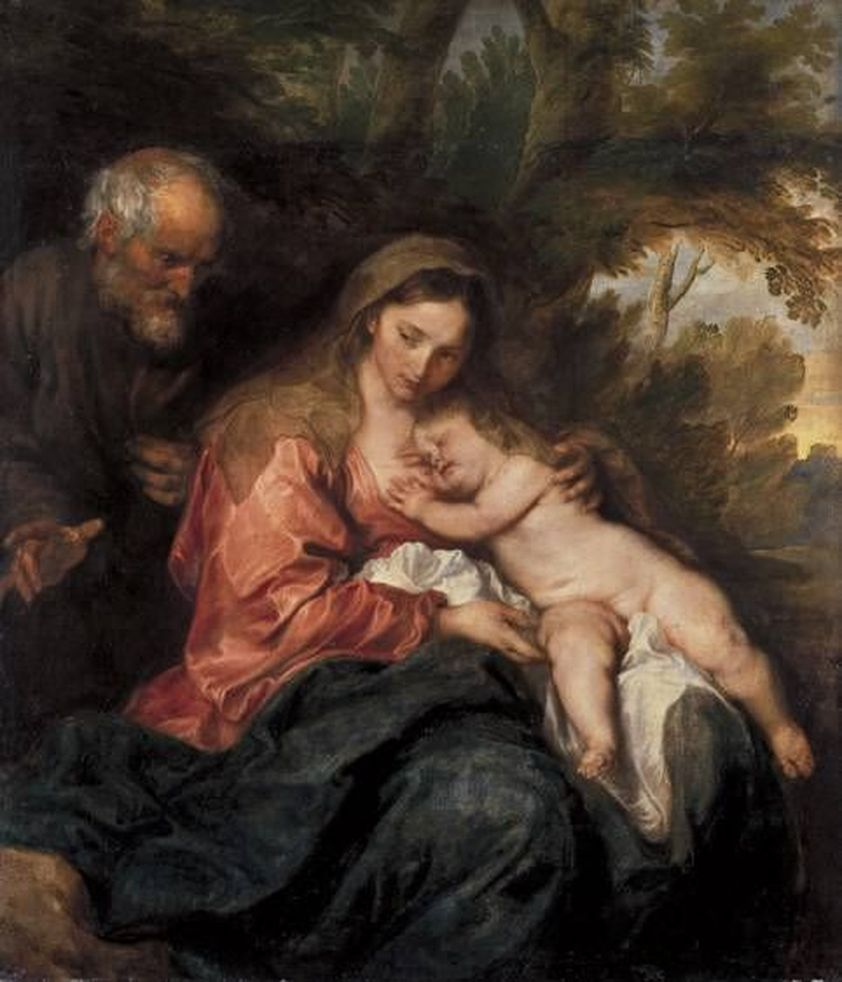
Rest of the Holy Family during the الهرب إلى مصر (around 1630) ألت بيناكوثيك، ميونخ
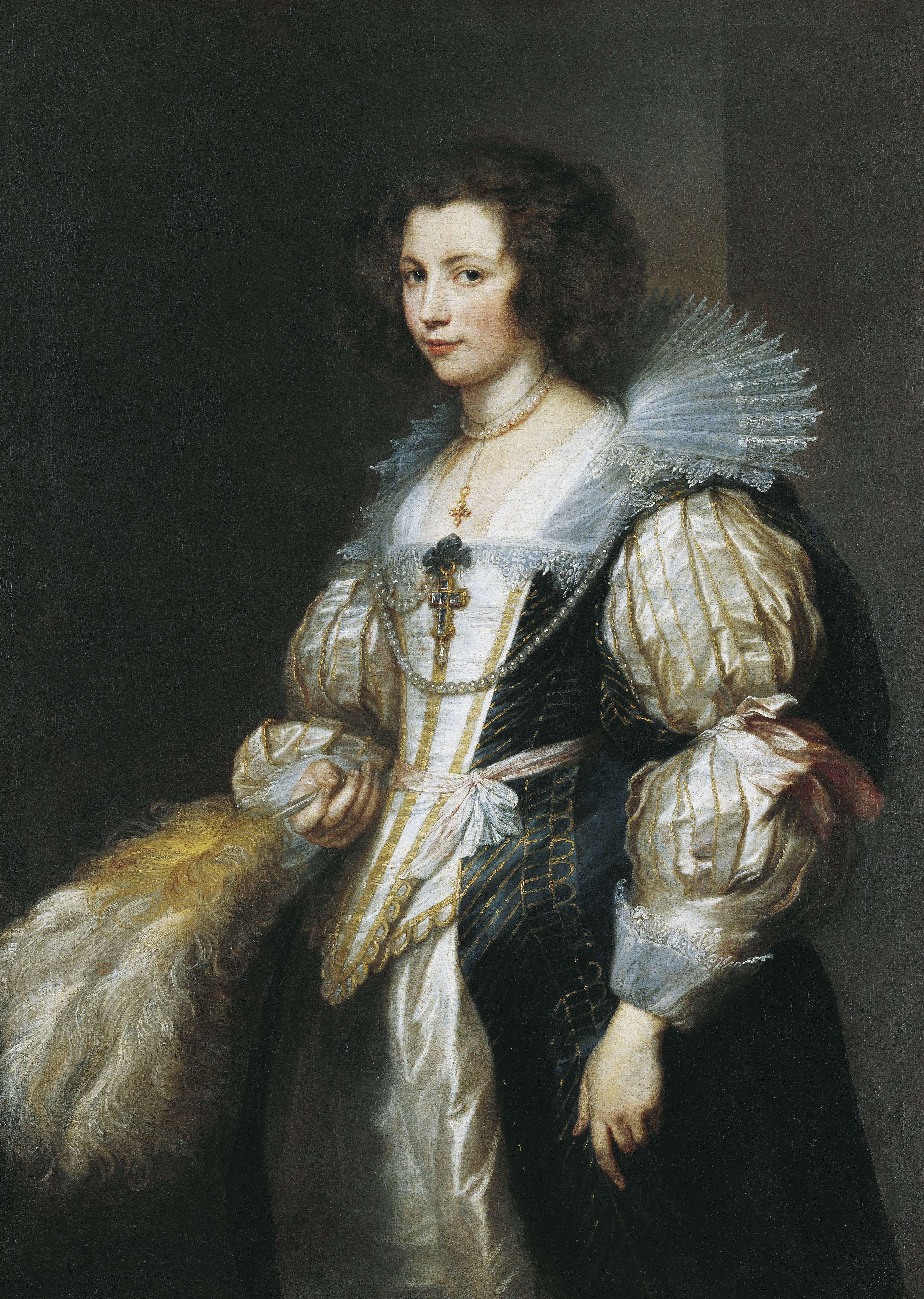
Marie-Louise de Tassis, Antwerp 1630
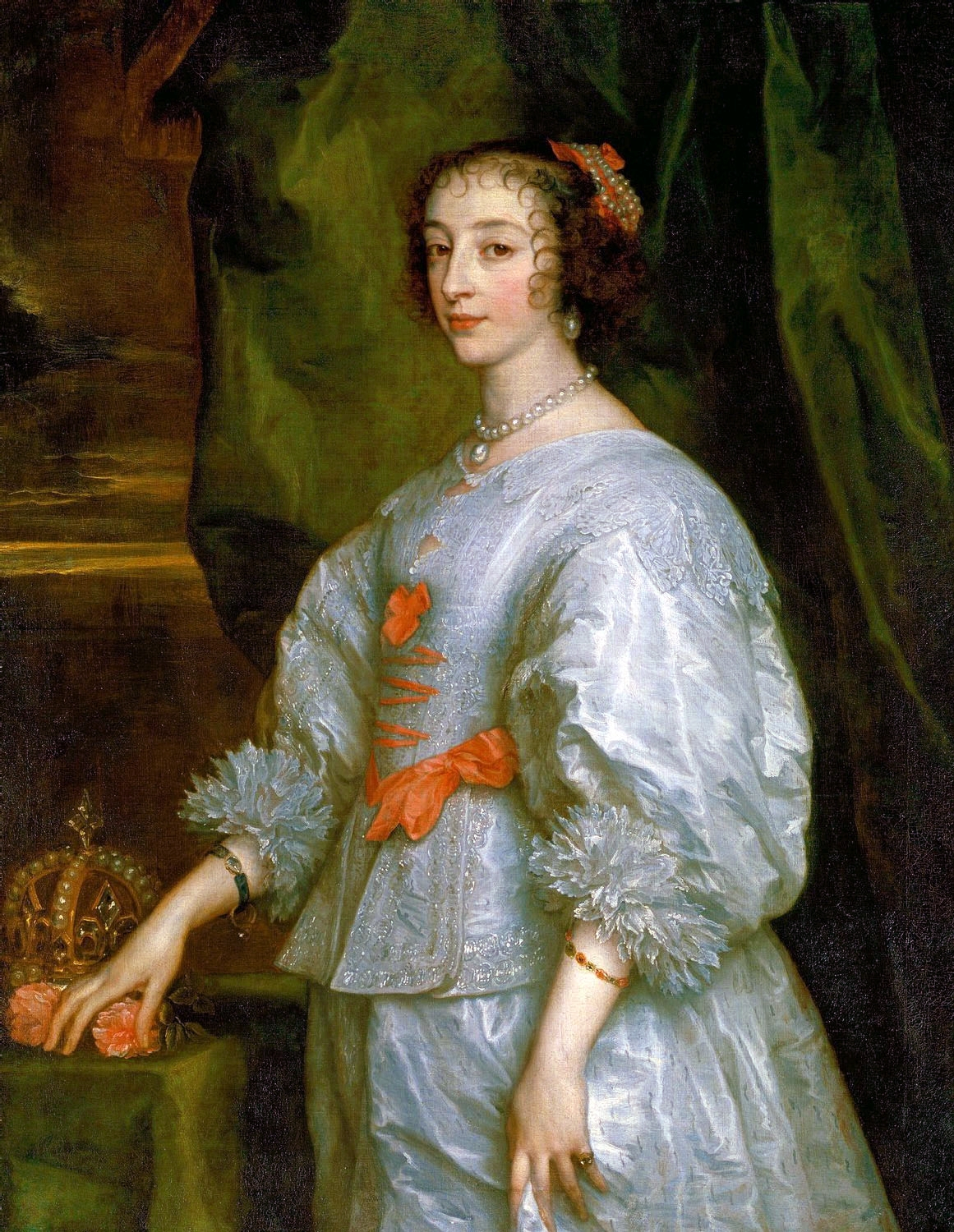
Queen Henrietta Maria, London 1632
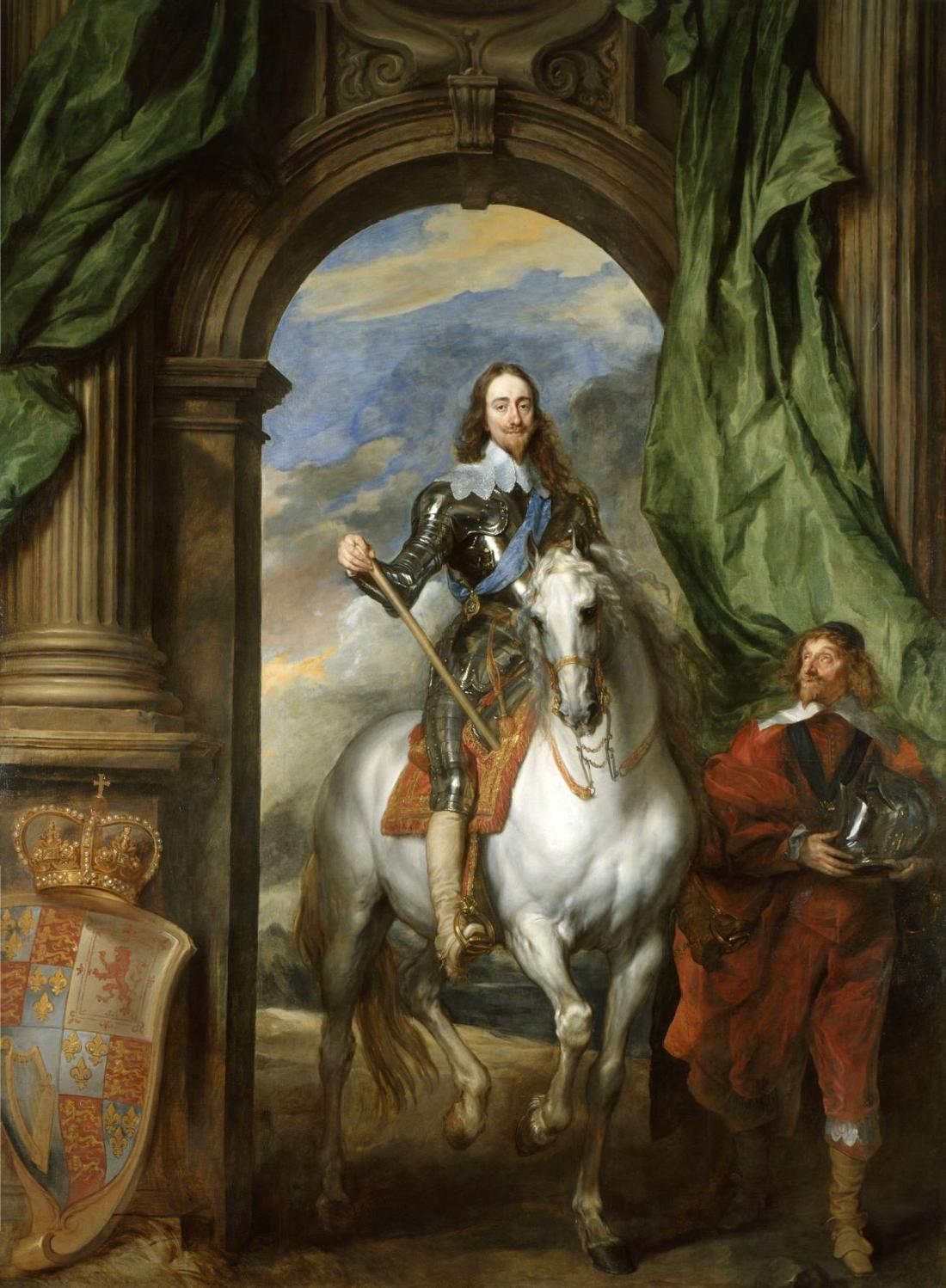
Charles I with M. de St Antoine (1633)
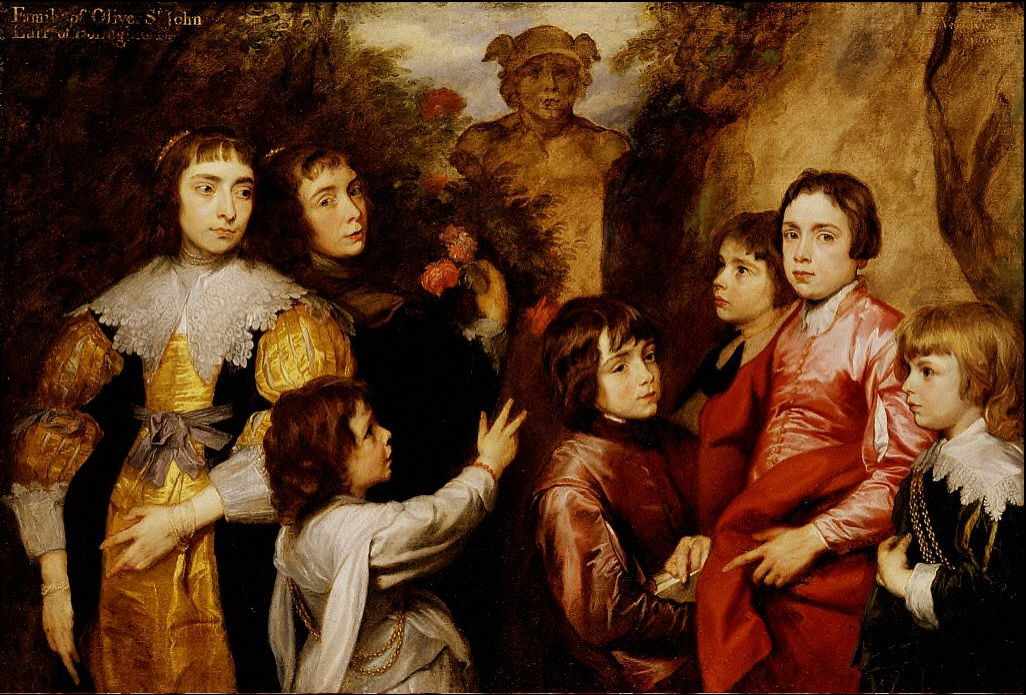
A Family Group, c. 1634-35, oil on canvas, معهد ديترويت للفنون
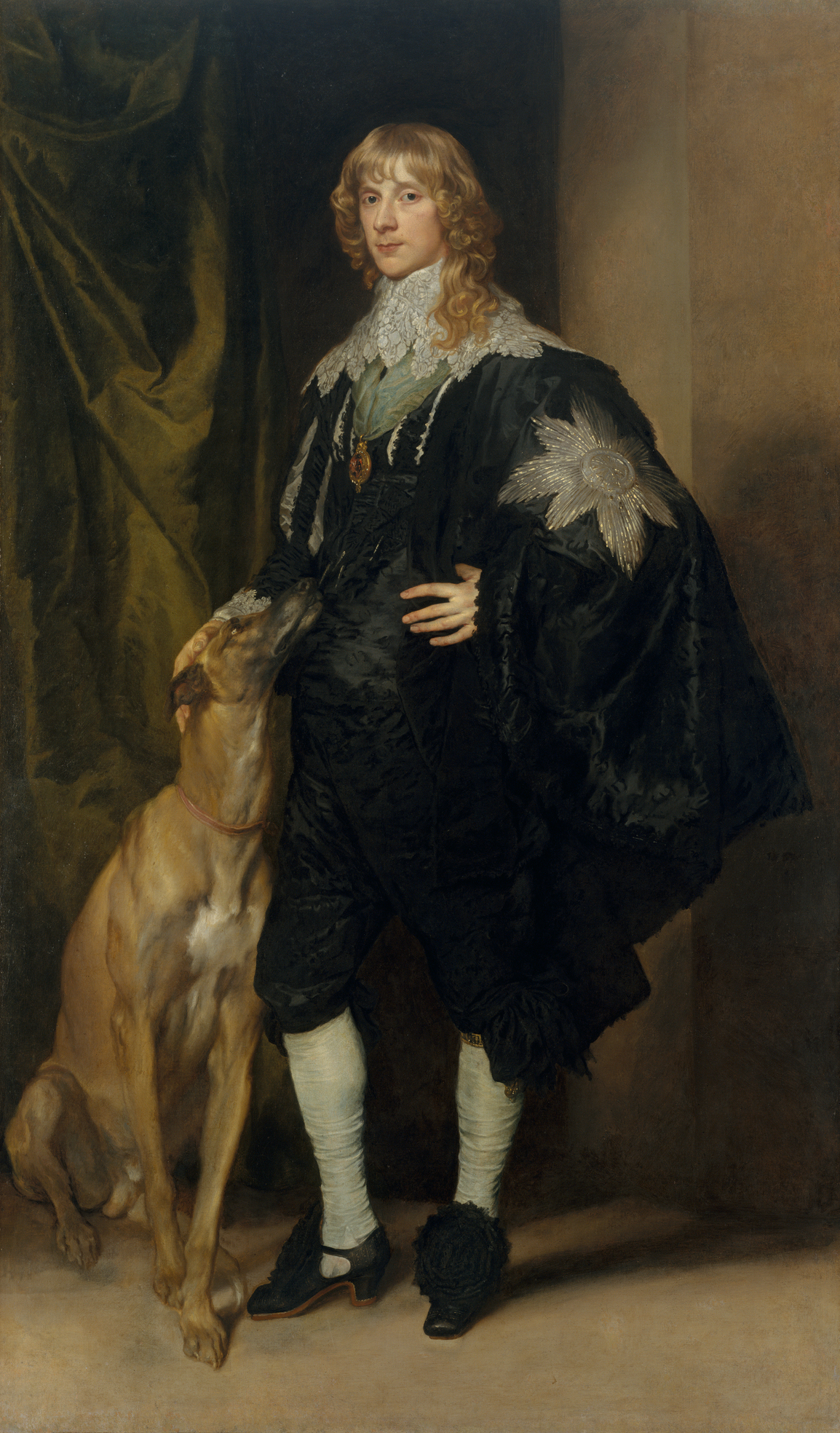
James Stuart, Duke of Richmond, ca. 1637
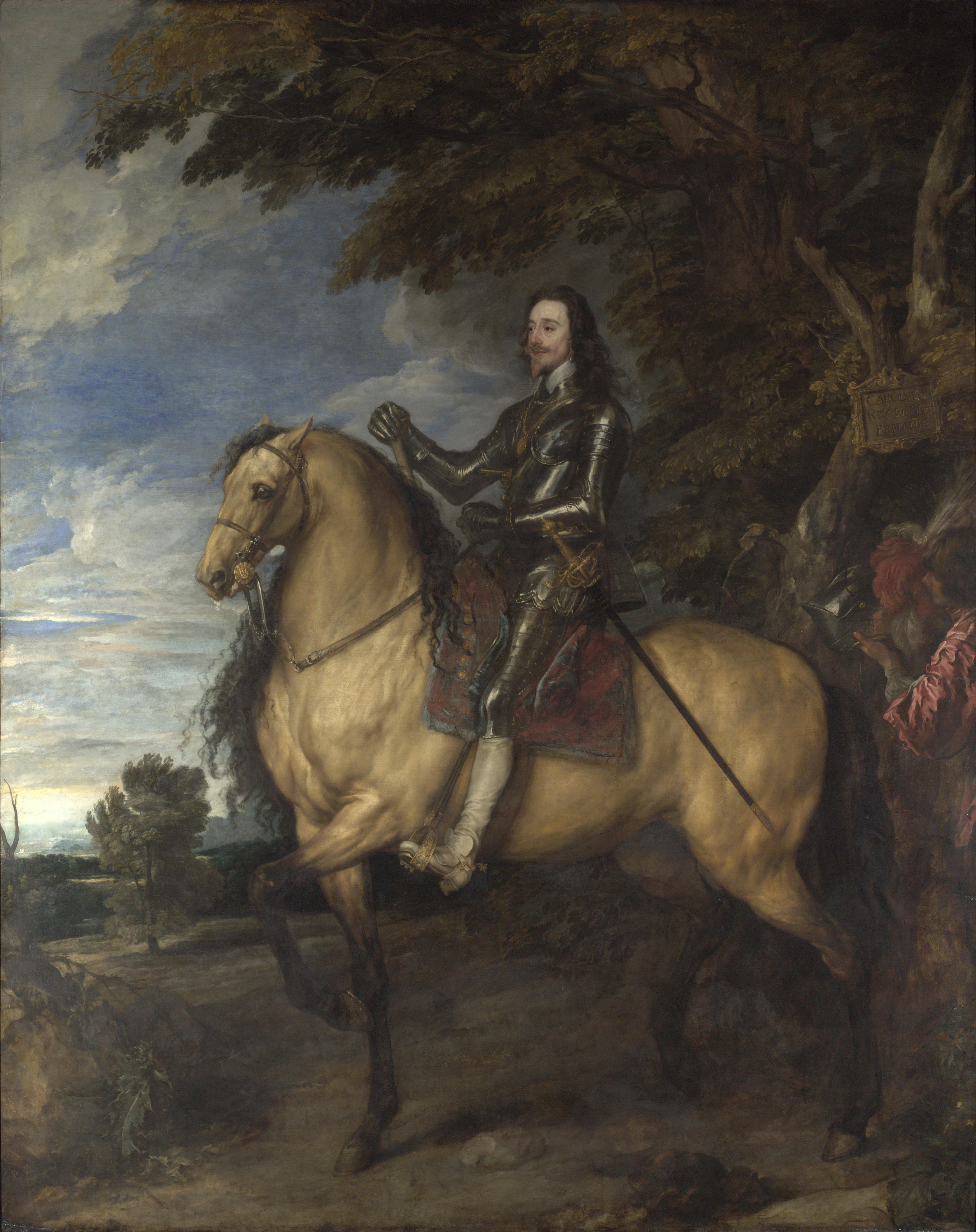
Equestrian Portrait of Charles I, c.1637-8
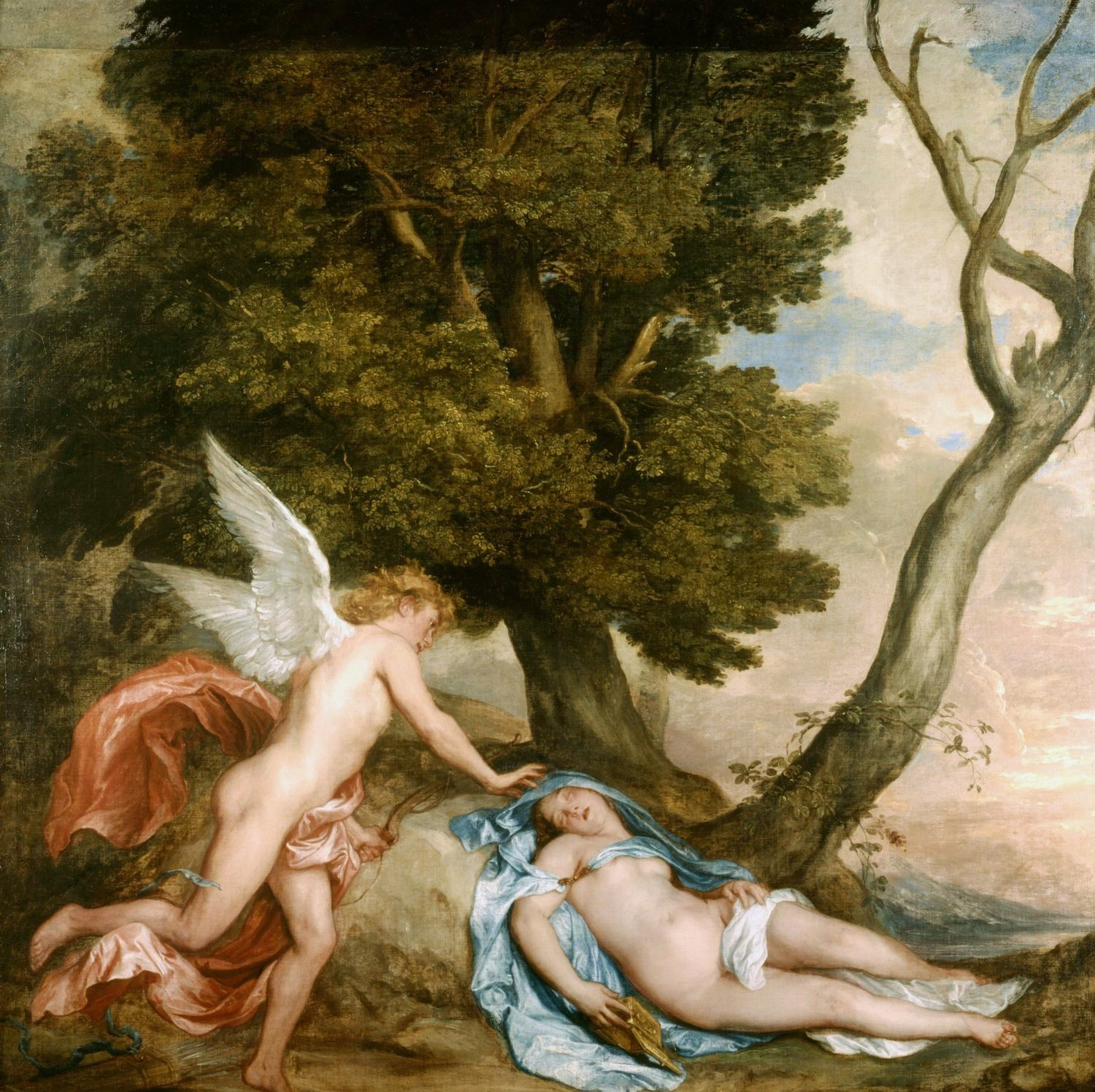
Amor and Psyche, 1638
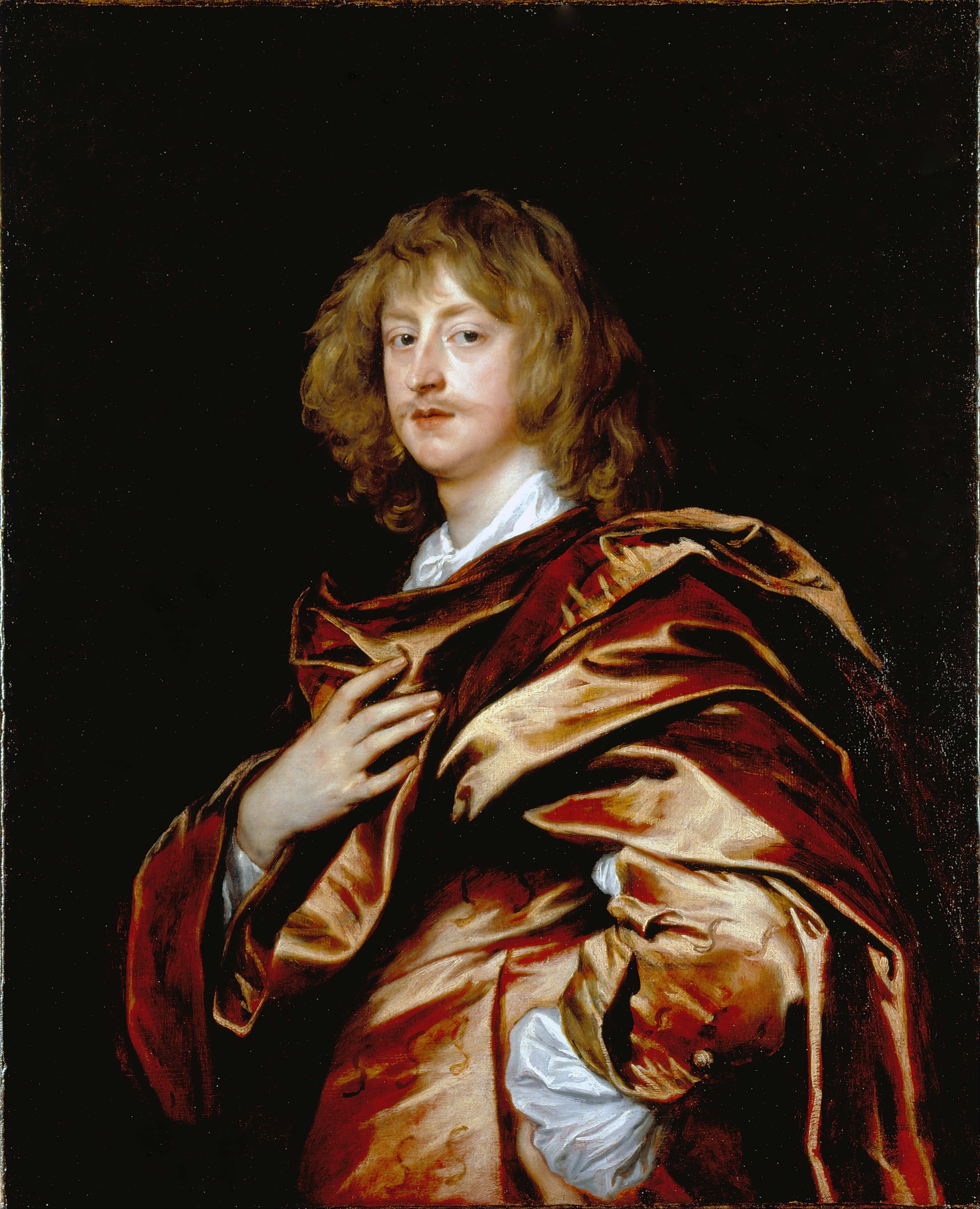
George Digby, 2nd Earl of Bristol, ca. 1638–9
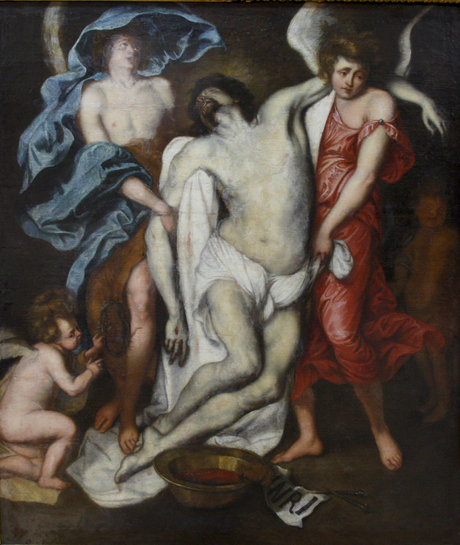
Descent from the Cross

## وصلات خارجية
- أنطوني فان ديك على موقع الموسوعة البريطانية (الإنجليزية)
- أنطوني فان ديك على موقع ميوزك برينز (الإنجليزية)
- أنطوني فان ديك على موقع إن إن دي بي (الإنجليزية)
- أنطوني فان ديك على موقع ديسكوغز (الإنجليزية)
- السيرة الذاتية لفان ديك
- The فان ديك، المتحف الوطني